# 영암 김씨
영암 김씨(靈巖金氏)는 전라남도 영암군을 본관으로 하는 한국의 성씨이다.
시조 김숙(金淑)은 고려의 호남염찰사(廉察使)로 영암에 침입한 왜적과 전투에서 공을 세워 영암군(靈巖君)에 봉해졌다고 한다.

## 참고 자료
- “영암김씨(靈巖金氏)”. 뿌리를 찾아서.[깨진 링크(과거 내용 찾기)]